# Альт (духовий інструмент)

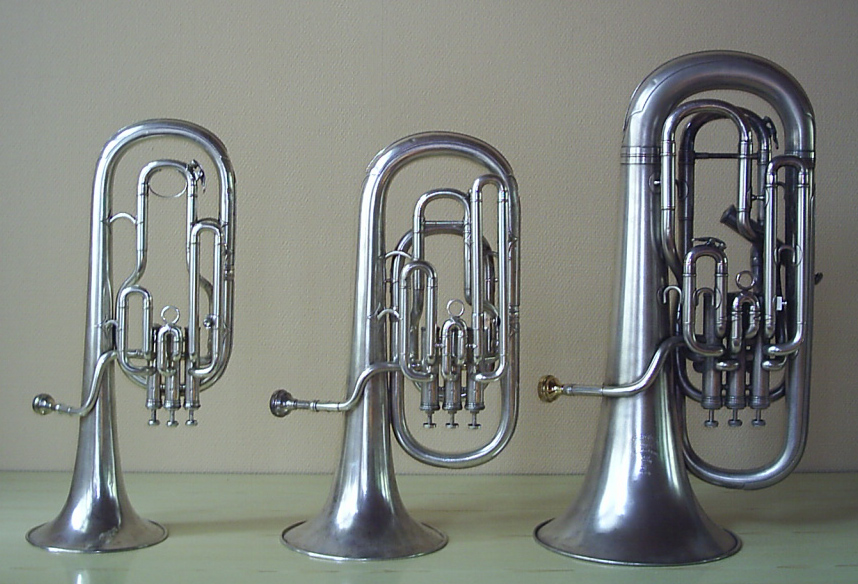
Саксгорни (зліва направо): альт, тенор і еуфоніум

Альт (альтгорн) — мідний духовий музичний інструмент сімейства саксгорнів. Діапазон альта — від A до b1 (ля великої октави — сі-бемоль першої). Через досить тьмяний і невиразний звук сфера застосування альта обмежується духовими оркестрами, де він виконує, як правило, середні голоси.